# Baptisten in Jordanien
Baptisten in Jordanien gibt es seit dem Ende der 1940er Jahre. Sie gehören zu zwei verschiedenen Gemeindebünden (Jordan Baptist Convention, Arabic Evangelical Church in Jordan) mit insgesamt 31 Gemeinden und rund 1900 gläubig getauften Mitgliedern.

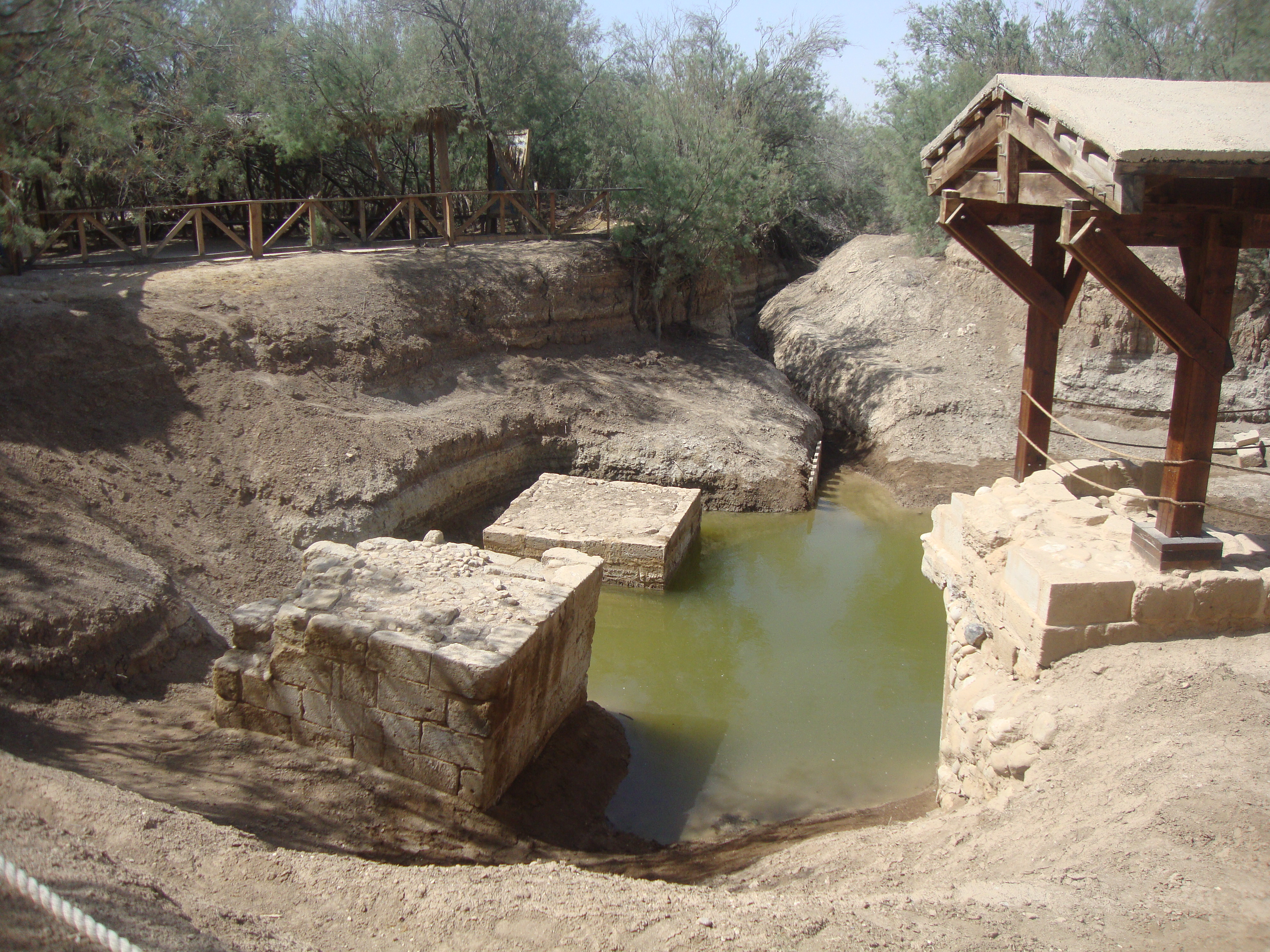
Taufanlage am Jordan

## Geschichte
Erste baptistische Missionare kamen 1948 nach Jordanien. Es handelte sich dabei um ein amerikanisches Ehepaar, das seinen Wohnsitz in Hirbet a-Taibeh hatte und sich nur für eine kurze Zeit in dem seit 1946 unabhängigen Königreich aufhielt. Die eigentliche baptistische Missionsarbeit in Jordanien begann 1951.

### Jordan Baptist Convention
1952 erwarb der US-amerikanische Baptistenbund Southern Baptist Convention ein bereits bestehendes Krankenhaus in Ajloun und baute es aus. Dieses Hospital wurde in der Folgezeit zum Ausgangspunkt der baptistischen Missionsarbeit in Jordanien. Bereits 1953 konnte mit 22 Mitgliedern eine erste Baptistengemeinde im Umfeld des Krankenhauses gegründet werden. Zu den Gründern gehörte das Pastorenehepaar August und Alta Lee Lovegreen, die bis zum Verkauf des Hospitals an das jordanische Gesundheitsministerium im Jahr 1987 als Krankenhausseelsorger wirkten. Bis 1969 wurden vier weitere Gemeinden und elf Missionsstationen gegründet werden. Die Gesamtmitgliederzahl war zu diesem Zeitpunkt auf 173 gestiegen. Im selben Jahr schlossen sich diese fünf Gemeinden zur Jordan Baptist Convention (JBC) zusammen. 1957 wurde der Bund unter dem Namen Jordanian Baptist Denomination durch den jordanischen Ministerpräsidenten als religiöse Organisation (religious organization) lizenziert. Die volle staatliche Anerkennung, die ein zusätzliches königliches Dekret erfordert, steht allerdings noch aus.

### Arabic Evangelical Church in Jordan
Eine von der Southern Baptist Convention und der damals mit ihr verbundenen Jordan Baptist Convention unabhängige baptistische Missionsarbeit entwickelte sich ab 1956. In diesem Jahr entsandten die Conservative Baptists (USA) das Missionsehepaar Kelsey nach Jordanien, um die bereits bestehende Arbeit der Arabic Free Evangelical Church (AFECh) zu unterstützen. Diese Freikirche war durch das Wirken des freien Missionars Roy Whitman entstanden. Whitman war 1929 nach Amman, seine Ehefrau sechs Jahre später. Als die Kelseys in Jordanien eintrafen gab es außer in Amman zwei weitere Gemeinden in Maan und Aqaba. 1994 existierten neun Gemeinden mit rund 600 gläubig getauften Mitgliedern. Unter den Geistlichen waren zu dieser Zeit acht baptistische Missionare.

## Baptistische Einrichtungen
Die JBC betreibt in Jordanien mehrere allgemeinbildende Schulen, darunter eine primary und eine secondary school in Ajloun sowie eine primary school in Amman. Dort befindet sich auch die christliche Buchhandlung der jordanischen Baptisten, die auch für die anderen christlichen Kirchen in Jordanien von Bedeutung ist. Seit 1988 besitzt die Jordan Baptist Convention ein Konferenzzentrum in Ajloun. Die theologische Ausbildung des Pastorennachwuchses erfolgt am  Arab Baptist Theological Seminary in Beirut. Diese akademische Ausbildungsstätte wurde 1960 mit amerikanischer Hilfe gegründet und richtet sich mit ihren Angeboten an Theologiestudenten aus der gesamten arabischen Welt. Im Verwaltungsgremium der Hochschule befinden sich neben Libanesen auch Abgeordnete der Baptisten-Unionen von Jordanien und Ägypten. Am 20. März 2009 wurde mit einem Gottesdienst, bei dem 120 Menschen sich taufen ließen, ein baptistisches Taufzentrum am Jordan bei Bethany eingeweiht. Es liegt an der Stelle, wo nach neutestamentlicher Überlieferung die Taufe Jesu durch Johannes stattgefunden haben soll. Das Taufzentrum steht allen Konfessionen offen, die die Gläubigentaufe praktizieren. Bei dem dazugehörigen Grundstück handelt es sich um ein Geschenk des jordanischen Königs Abdullah II. bin Al-Hussein an die JBC.
Die AFECh verfügt über eine von George Kelsey gegründete Sprachschule. Sie bietet evangelischen Missionaren das Erlernen der arabischen Sprache an. Zum Angebot der AFECh gehören auch die vom Missionar Richard Hart initiierten theologische Grundkurse und Weiterbildungsseminare, die Mitarbeitern im gesamten arabischen Sprachraum zur Verfügung stehen.

## Mitgliedschaften
Im Gegensatz zur AFECh gehört die Jordan Baptist Convention zur Europäisch-baptistischen Föderation und damit zum Weltbund der Baptisten.